# Tomka Szászky János
Tomka Szászky János (Folkusfalva, 1692 – Pozsony, 1762. augusztus 26.) evangélikus lelkész, történész, földrajztudós. Az első magyar történelmi atlasz szerkesztője.

## Élete
Tanulmányait Haner Györgyhöz hasonlóan Jénában végezte, majd papként illetve tanárként dolgozott, előbb Győrben, majd 1732-től Pozsonyban az evangélikus líceumban. Bél Mátyás mellett nagy irodalmi tevékenységet fejtett ki. 1734-től Magyarország történetét is tanította, ami akkor merész újítás volt.
1747–1760 között mint Bél utóda a gimnázium rektora lett. Magyar önképző-kört is alapított. Elsőként írta meg hazánk történeti földrajzát Anonymus alapján.
Tudósként Bél Mátyás tanítványai közé tartozott, aki művéhez írt előszavában panaszkodik, hogy nálunk az emberek sokáig nem ismerték fel a földrajz tudományának jelentőségét. Iskolákban a 17. században, leszámítva néhány jezsuita tanintézetet még nem tanították. Ennek ellenpontjaként utal arra, hogy az angolok, hollandok, németek, franciák mennyi hasznot szereztek a geográfiai ismeretekből, világlátásuk kitágult.

## Művei
- 1740 Liber de ritu explorandae veritatis per judicium ferri candentis stb. Pozsony.
- 1745 Hodegus in Prisci rhetoris Attilam. Pozsony.
- 1748 Introductio in Orbis hodierni Geographicam, Bél Mátyás előszavával. Pozsony.
- 1749 Gyászbeszéd Bél Mátyás sírjánál. Pozsony.
- 1750-51 "Regnum Hungariae" (Magyarország történelmi és közigazgatási atlasza. Iskolai atlasz.) Megjelent: Tomka Szászky 2004. (L. az irodalomnál) 15-36. Ebben szerepelnek először az Anonymus (és más kútfők) alapján rajzolt történelmi térképek. Közülük a negyedik Anonymus adatainak térképre vitele „Hungaria seu Turcia in octo Capitaneatus divisa“ címmel. A történelmi térképeket valószínűleg maga Tomka-Szászky rajzolta. Mindegyiken rajta áll, hogy Pozsonyban készültek 1751-ben. E művet tekinthetjük a magyar történelmi térképek első jelentkezésének, amellyel megelőzte Hell Miksának, a kiváló magyar csillagásznak 1801-ben kiadott Anonymus-térképét.
- 1759 Conspectus introductionis in notitiam regni Hungariae geographicam, historicam stb. Pozsony.
- 1777 Introductio in orbis antiqui et hodierni geographiam, in duos tomos divisa, quorum prior continet, cum praecognitis, Europam, porterior Asiam, Africam, et Americam. Plurimis in locis emendata, novisque aucta supplementis, opera ac studio Ioannis Severini. Editio altera. Posonii et Cassoviae, impensis Ioannis Michaelis Landerer, MDCCLXXVII (2. kiadás, szerk. Serverini).
- 1781 Introductio in Geographicam Hungariae stb. Fordítása: Tomka Szászky 2004, 37-51. Posztumusz munka. Kiadója mellékelt a műhöz tizenkét történelmi térképet, amelyek már 1751-ben megjelentek.
- 1896 Commentatio de Comitiis Hungariae (megjelent Horvát István Bibliotheca jurisconsultorum Hungariae c. művének 3. kötetében).